# Nieuwe Rijn
Il Nieuwe Rijn (tradotto in italiano:Nuovo Reno) è un breve fiume dei Paesi Bassi che scorre nella provincia dell'Olanda Meridionale in prossimità della città di Leida. Il fiume è un ramo dell'Oude Rijn dal quale si separa verso ovest all'altezza di Leiderdorp per poi ricongiungersi al centro della città di Leida dopo aver percorso 2,3 km.